# Tomás da Fonseca
José Tomás da Fonseca (Mortágua, 10 de Março de 1877 – Lisboa, 12 de Fevereiro de 1968) foi um agricultor, ex-seminarista, poeta, escritor, historiógrafo, jornalista, professor, político e militante republicano de cariz ateu e anticlerical português. Pertenceu ao Movimento de Unidade Democrática, à Maçonaria e ao Partido Comunista Português.
Por causa de seu ateísmo militante, sua verve polemista, das ideias republicanas, laicistas e ateias, das críticas às aparições em Fátima e à igreja católica Tomás foi perseguido pela PIDE, preso diversas vezes e 14 de seus livros foram censurados e banidos durante as ditaduras sidonista e salazarista.
A perseguição a Tomás da Fonseca o afastou das atividades docentes que ele desenvolvia no Conselho Superior de Instrução Pública, da direção da Escola Normal de Lisboa e de Coimbra e da Universidade Livre de Coimbra, que ele ajudou a fundar.

## Biografia

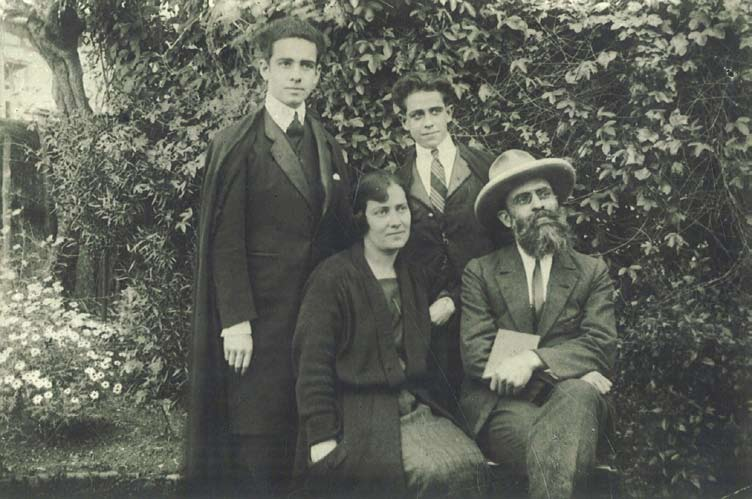
Tomás da Fonseca com Clotilde e os filhos António e Tomás. (Coimbra, cerca de 1923)

Tomás da Fonseca nasceu em Portugal a 10 de Março de 1877, no povoado de Laceiras, próximo da Serra do Caramulo, em Mortágua, Distrito de Viseu. Foi segundo dos oito filhos de Adelino José Thomaz e Rosa Maria da Conceição.
Frequentou teologia no Seminário de Coimbra, que acabou por abandonar em 1903. Era casado com Clotilde Madeira Branquinho da Fonseca (Mortágua, 6 de maio de 1885 – 25 de maio de 1963) e com ela teve dois filhos: o escritor Branquinho da Fonseca e o engenheiro Tomás Branquinho da Fonseca.
Evidenciou-se desde jovem na propaganda republicana e foi uma das figuras mais relevantes da campanha que precedeu a implantação da República em 1910. Durante os primeiros tempos desta, colaborou em reformas no campo de ensino, desde o básico ao universitário. Foi chefe de gabinete do primeiro Presidente do Ministério Republicano, Teófilo Braga, e em 1916 eleito senador pelo distrito de Viseu.[carece de fontes?]
Feroz opositor dos regimes ditatoriais, foi perseguido pelas suas ideias políticas e os seus livros alvo de censura e proibição. Em 1918, por se opor à ditadura de Sidónio Pais, é preso durante dois meses. Volta a ser preso em 30 de Novembro de 1928, em Coimbra, por ter participado no movimento revolucionário de 20 de Julho. Em várias ocasiões os seus livros foram confiscados pela PIDE. Os seus movimentos eram constantemente vigiados, assim como os das pessoas com quem convivia. Denunciou as condições prisionais do regime, o que lhe valeu a prisão a 8 de Maio de 1947, por ter protestado contra a existência do Campo de concentração do Tarrafal, nas ilhas de Cabo Verde.[carece de fontes?]
Como escritor literário, Tomás da Fonseca escreveu dezenas de volumes entre os quais se contam livros de versos, arqueologia e belas artes, doutrina democrática e polêmica religiosa. Anticlerical convicto, publicou vários livros críticos da Igreja e da Religião. Nos livros Evangelho de um Seminarista (1903), Memórias dum Chefe de Gabinete (1949) e Memórias do Cárcere (1919) e nas diversas versões de Na Cova dos Leões encontramos testemunhos da sua vivência.[carece de fontes?]
No Jornalismo destacou-se como fundador e diretor do jornal A republica portugueza (1910–1911) juntamente com Ribeiro de Carvalho (1880–1942). Ele colaborou com artigos ou opiniões em diversas publicações periódicas como: Revista nova (1901–1902), Serões (1901–1911), Arte e vida (1904–1906), Luz e Vida (1905), Amanhã (1909),, boletim da Universidade Livre  (1914–1916), Renovação (1925–1926)  e outros, nomeadamente: Mundo, Pátria, Vanguarda, Voz Pública, Norte, República, Povo, Lanterna (Brasil), Espanha Nova, Alma Nacional, Diabo, Prometeu, Arquivo Democrático, de qual foi diretor, Defesa da Beira e na revista Livre Pensamento.[carece de fontes?]
Foi também um professor, com uma prolongada ligação ao ensino, sendo vogal do Conselho Superior de Instrução Pública, diretor das Escolas Normais de Lisboa, da Universidade Livre de Coimbra e presidente do Conselho de Arte e Arqueologia desta mesma cidade. Como deputado da Parlamento até 1917, colaborou na reforma do Ensino Primário e Normal. Em 1922 publicou o livro História da Civilização, que foi adotado como livro didático a pedido do Ministro da Instrução Pública. Sempre atento e preocupado com a formação dos cidadãos, realizou inúmeras visitas de estudo a escolas, museus e bibliotecas em países como França, Bélgica e Inglaterra.[carece de fontes?]
Tomás da Fonseca morreu em 12 de Fevereiro de 1968 em Lisboa, após ser acometido por um câncer de próstata. Foi enterrado no dia seguinte no Cemitério Municipal de Mortágua e as pessoas que participaram de seu enterro foram vigiadas de perto pela PIDE. O relato dos agentes presentes no funeral indicou a presença de 800-900 pessoas e uma grande comoção em Mortágua e Laceiras.
Em 1984 o Governo de Portugal concedeu a José Tomaz da Fonseca, o grau de Comendador da Ordem da Liberdade.
Tomás da Fonseca é homenageado com ruas em Mortágua, Lisboa e São Paulo, além de uma praça em Amadora.

## Livros publicados e censurados
Grande parte da obra de Tomás da Fonseca esteve sob censura, foi proibida em Portugal durante as ditaduras sidonista e salazarista.
- Dor e vida (1900)
- Evangelho de um seminarista (1903)
- Deserdados (1909)
- Sermões da montanha (1909)
- Cartilha nova (1912)
- Origem da vida. Lisboa: Empresa de Publicações Populares. 1913
- Memórias do cárcere (1919)
- Musa pagã. Lisboa: Livraria Portugalia. 1920
- História da Civilização relacionada com a História da Pátria. Coimbra: Coimbra Editora. 1921
- Cartas espirituais: a mulher e a igreja. Porto: Chardon de Lélo & Irmão. 1922Capa da 1.ª edição de Fátima:cartas ao cardeal Cerejeira, posteriormente ampliado e publicado como Na cova dos leões. Fátima: cartas ao cardeal Cerejeira

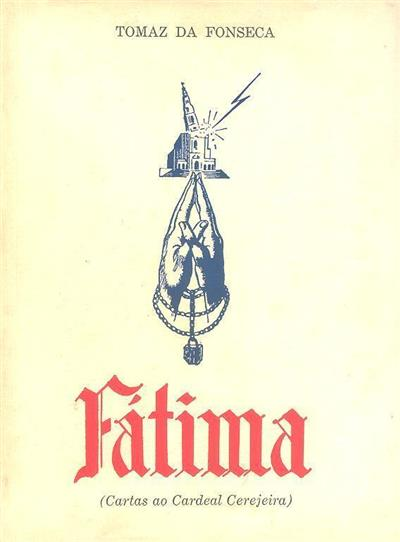
Capa da 1.ª edição de Fátima:cartas ao cardeal Cerejeira, posteriormente ampliado e publicado como Na cova dos leões. Fátima: cartas ao cardeal Cerejeira

- Ensino laico (1923)
- As congregações e o ensino (1924)
- Guerra Junqueiro, como êle escrevia: considerações sôbre o manuscrito de "Os simples". Coimbra: Coimbra Editora. 1924
- Erro de origem, transformismo religioso. Coimbra: Edição do autor. 1925
- Coimbra (1929)

- Questão romana (1930)

- O Santo Condestável: alegações do cardeal diabo. Coimbra: Académica Editora. 1932
- A igreja e o condestável. Coimbra: Instituto de Estudos Livres. 1933
- O púlpito e a lavoura (1947)
- O pinheiro (1948)
- Memórias dum chefe de gabinete (1949)
- D. Afonso Henriques e a fundação da nacionalidade portuguesa. Coimbra: Coimbra Editora. 1949
- Águas novas: peca em 4 actos. Lisboa: Edic̦ao do autor. 1950
- Águas passadas. Lisboa: Edição do autor. 1950
- Bancarrota. Exame à escrita das agências divinas. Lisboa: Edição do autor. 1950
- No rescaldo de Lourdes (1950)
- Filha de Labão (1950)
- A cotovia (s.d.)
- A pedir chuva (1955)
- Na cova dos leões (1958)
- Agiológico rústico 1: santos da minha terra (1957)
- O diabo no espaço e no tempo (1958)
- A mulher: chave do céu ou porta do inferno?. Lisboa: Edição do autor destinada ao Brasil. 1960
- Livro de bom humor para alívio de tristes. Porto: Of. da Empresa Industrial Gráfica. 1961